# Friedrich von Montalban
Friedrich von Montalban (Silandro, ... – Längenfeld, 8 dicembre 1282) è stato un vescovo cattolico tedesco appartenente alla famiglia dei signori di Schlandersberg.
Fu presidente della camera alta di Frisinga, primo conte di Ötztal e vescovo di Frisinga. La sua carriera ecclesiastica comincia ricomprendo il ruolo di canonico a Trento nel 1261 per poi diventare parroco di Silandro. Prima di essere nominato vescovo fu anche parroco di Hohenkammer e canonico a Frisinga.

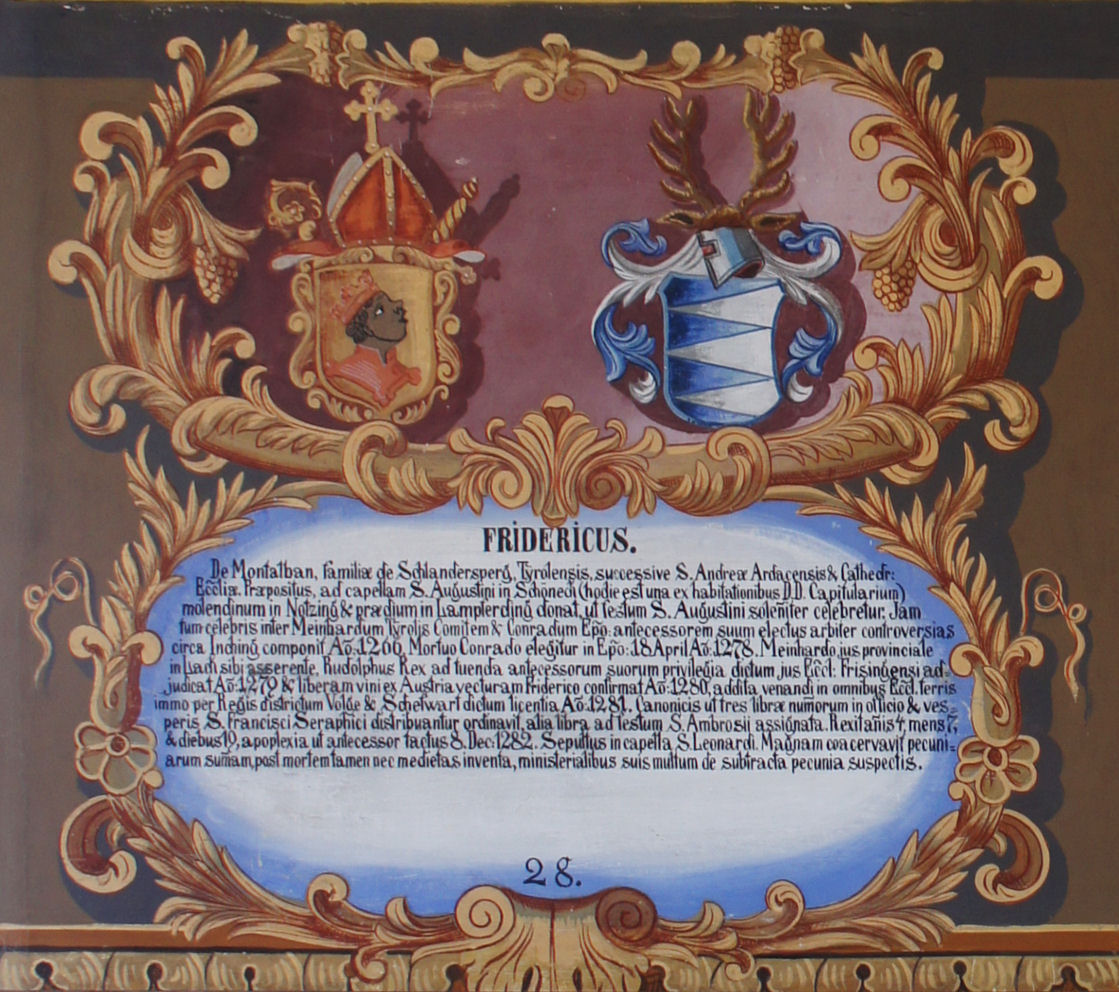
Fürstengang Tafel 28 - Friedrich von Montalban